# Latizón TV
Latizón TV ist ein von der Bayerischen Landeszentrale für neue Medien lizenzierter Rundfunkanbieter, der ein Fernsehprogramm über den Kulturkreis Lateinamerika ausstrahlt.

## Ausrichtung
Latizón TV ist ein Fernsehsender mit Sitz in Ingolstadt. Latizón TV wurde im Jahr 2007 gegründet und ist von der Bayerischen Landeszentrale für neue Medien auf unbegrenzte Zeit als Rundfunkanbieter lizenziert. Der Sender berichtet über den Kulturkreis Lateinamerika. Ziel ist es, Zuschauer aus dem deutschsprachigen Raum (Deutschland, Österreich, Schweiz) über die Vielfalt Lateinamerikas zu informieren und abseits der sonst in Medien oft zu beobachtenden Klischees über verschiedene Themen (z. B. Musik, Kunst, Gesellschaft, Politik, Wirtschaft, Natur, Sport und Kulinarik) zu berichten.

## Inhalt
Latizón TV strahlt über die Internetseite einen Livestream mit 6-stündigem Fernsehprogramm pro Tag (7 Tage pro Woche) aus. Das Fernsehprogramm ist für jedermann frei zugänglich, die Nutzung von Latizón TV ist kostenlos. Der Livestream wird ergänzt durch eine nach Themen gegliederte Mediathek. Die Beiträge im Fernsehprogramm sind in deutscher Sprache, bei fremdsprachigen Interviews (z. B. in spanischer, portugiesischer oder französischer Sprache) werden diese ins Deutsche übersetzt und untertitelt. Weiterhin bietet der Fernsehsender auf seiner Webseite deutschlandweite Veranstaltungstipps, Buchbesprechungen, Filmvorstellungen sowie CD- und DVD-Präsentationen.

## Betreiber
Latizón TV wurde 2007 von Ursulina Pittrof und Stefan Tröbs gegründet. Betreibergesellschaft des Fernsehprogramms ist die L.SU.TV GmbH mit Sitz in Ingolstadt. Ursulina Pittrof und Stefan Pittrof sind die aktuellen Geschäftsführer und Gesellschafter. Das Fernsehprogramm und die Inhalte der Internetseite werden nach journalistischer Maßgabe eigenständig redaktionell recherchiert und produziert.